# システムデザイナー
システムデザイナーとは、システム（制度、組織、体制）の設計や構築を行うデザイナーのこと。
より具体的には、1)企業などの団体内の諸制度（人事制度、評価・評定システム、賃金制度、経理システム、教育システム等）の設計、2)（住）環境システム、医療システム等の構築の一環となるような工学的なデザイン（建造物、機器、ロボットの設計等も含む）、3)国家的な制度構築（例えば、高齢化社会に対応するような社会の構築）・国家間の制度構築（例えば、外交を含めて国家間の安全保障に関するシステムを構築すること）などを行うデザイナーをそれぞれ意味することがあり、きわめて広い概念である。
ただし、この言葉は、一般に、コンピュータシステム（情報システム）について用いられることが多いようである。その場合には、システムエンジニアやプログラマーとの境界があいまいなこともある。この意味の場合には、システムプランナー、システムコンサルタント、システムアナリスト、システムコーディネーターなどと呼ばれることもある。